# Трикарбид динеодима
Трикарбид динеодима — бинарное неорганическое соединение 
металла неодима и углерода
с формулой Nd2C3,
жёлтые кристаллы,
реагирует с водой.

## Получение
- Нагревание в атмосфере водорода неодима с углеродом в электрической печи:

{\displaystyle {\mathsf {2Nd+3C\ {\xrightarrow {T}}\ Nd_{2}C_{3}}}}
- Нагревание в гидрида неодима с углеродом:

{\displaystyle {\mathsf {2NdH_{2}+3C\ {\xrightarrow {1000^{o}C}}\ Nd_{2}C_{3}+2H_{2}}}}
- Восстановление оксида неодима углеродом в вакууме:

{\displaystyle {\mathsf {Nd_{2}O_{3}+6C\ {\xrightarrow {2000^{o}C}}\ Nd_{2}C_{3}+3CO}}}

## Физические свойства
Трикарбид динеодима образует жёлтые кристаллы 
кубической сингонии,
пространственная группа I 43d,
параметры ячейки a = 0,85207÷0,85478 нм.
Имеет неширокую область гомогенности 54÷60 ат.% углерода.

## Химические свойства
- Реагирует с водой, образуя смесь углеводородов, в основном ацетилен.